# Hocine Achiou
Hocine Achiou (ur. 27 kwietnia 1979 w Algierze) – algierski piłkarz, grał na pozycji pomocnika.

## Kariera klubowa
Zanim dołączył do młodzieżowych drużyn USM Algier, występował w klubie ES Ben Aknoun.
Achiou zdobył z USM mistrzostwo kraju w 2003 roku. W tamtym roku dotarł z nim do półfinału Lidze Mistrzów, ale tam USM uległ Enyimbie Aba.
W 2006 roku podpisał kontrakt ze szwajcarskim FC Aarau. Rozegrał zaledwie 9 spotkań, zdobywając przy tym jedną bramkę w meczu z FC Sankt Gallen. Szwajcarię opuścił w czerwcu 2007, bo wówczas wygasła jego umowa i powrócił do rodzinnego Algieru by grać w USM. Następnie grał w JS Kabylie, ASO Chlef, MC Oran, USM Bel Abbès, RC Arbaâ i WA Boufarik.

## Reprezentacja
W 2004 roku brał udział w Pucharze Narodów Afryki. Algieria wyszła z grupy na drugim miejscu, tuż za Kamerunem, jednak odpadła w ćwierćfinale z drużyną Maroka. Na tym turnieju Achiou zdobył bramkę w meczu przeciwko Egiptowi, która pozwoliła na zajęcie drugiego miejsca. W barwach narodowego zespołu rozegrał 26 spotkań, zdobywając w nich 3 gole.